# Момбазильо
Момбазильо (итал. Mombasiglio) — коммуна в Италии, располагается в регионе Пьемонт, в провинции Кунео.
Население составляет 604 человека (2008 г.), плотность населения составляет 36 чел./км². Занимает площадь 17 км². Почтовый индекс — 12070. Телефонный код — 0174.
Покровителем города почитается святой Амиан, празднование во второе воскресение августа.

## Администрация коммуны
- Официальный сайт: